# 宗格院
宗格院（そうかくいん）は、東京都八王子市にある曹洞宗寺院。山号は良价山。本尊は聖観世音菩薩。開基は八王子千人頭山本忠房で、開山はその弟の价州良天。

## 歴史

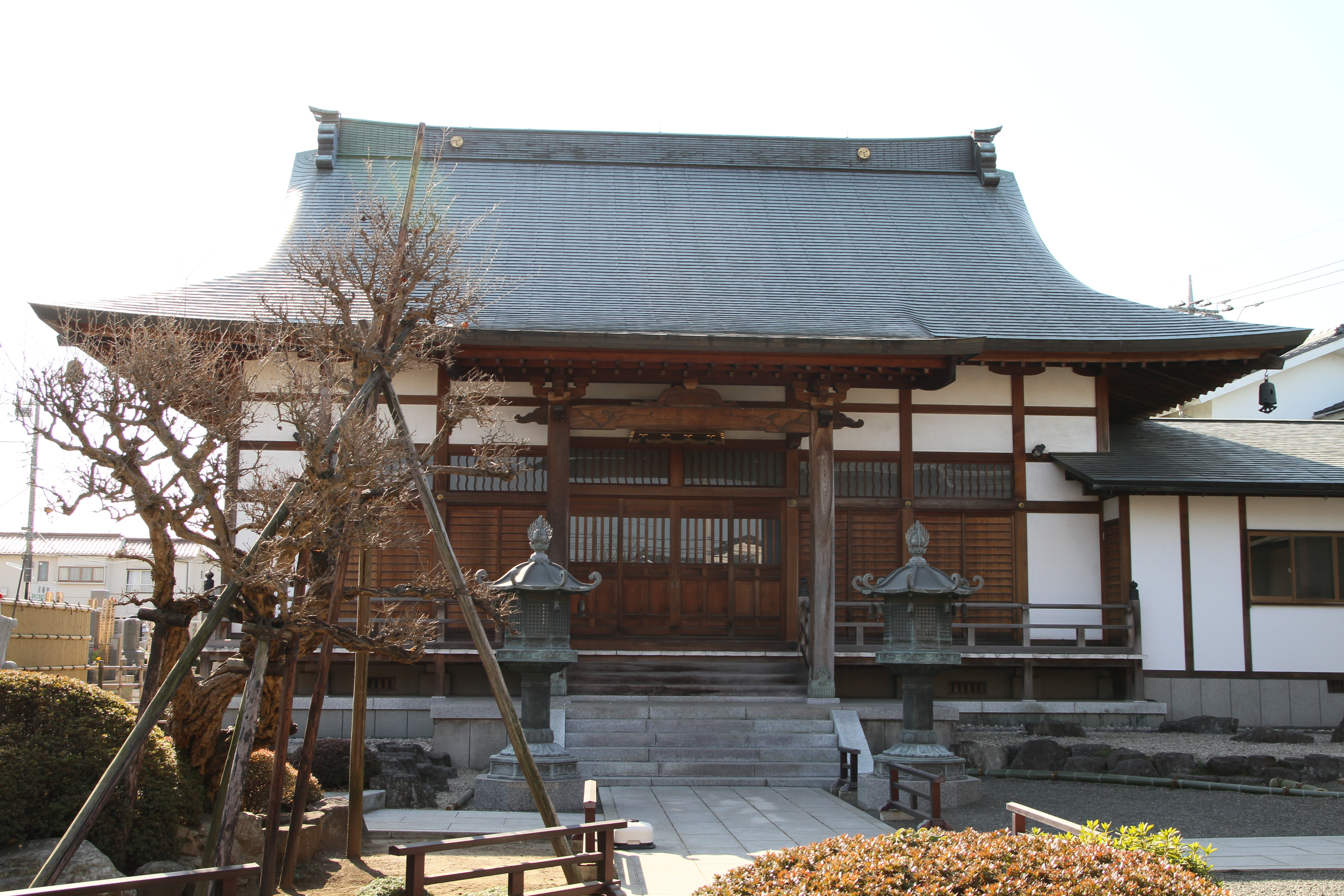
宗格院本堂

文禄2年（1593年）、山本忠房は宗格庵と称する草庵を開いたが、興福寺（八王子市東浅川町）6世の永雲によって良价山宗格院となる。
墓地には八王子千人同心組頭松本斗機蔵の墓（東京都指定旧跡）がある。
境内には江戸時代初期、八王子建設に当たった代官頭大久保長安により浅川の氾濫を防ぐため築いた堤防の一部が残っている。この堤防は長安の官位である石見守に因んで「石見土手」と呼ばれた。八王子市の史跡に指定されている。
寺の北側には八王子千人同心の馬場があったことから、現在の国道20号「西八王子駅東」交差点から宗格院までの道を「馬場横丁」と言い、同交差点にある山梨中央銀行の側には「馬場横丁の碑」が立っている。
2009年（平成21年）から八王子七福神の寿老尊の札所となり、正月の間、七福神巡りで賑わいを見せている。

## 所在地
東京都八王子市千人町2-14-8

## 交通アクセス
- JR中央線西八王子駅から徒歩7分。